# رومفورد (دائرة انتخابية في المملكة المتحدة)
رومفورد (بالإنجليزية: Romford)‏ هي إحدى الدوائر الانتخابية في المملكة المتحدة الممثلة في مجلس العموم في برلمان المملكة المتحدة.
عضو البرلمان الذي يمثلها حالياً هو :Andrew Rosindell (Con).